# 蘇帕雅萊
蘇帕雅萊（羅馬化：Supayalat，發音：[sṵpʰəjá laʔ]；1859年12月13日—1925年11月24日），是緬甸的最後一位王后，統治曼德勒（1878年–1885年），生父母為敏東王和阿萊南道王后（意為「中宮」；又稱為馨布麻茵或白象夫人）。英國人給她起了「湯盤」（Soup Plate）的綽號。她嫁給了同父異母的哥哥錫袍，他在敏東王去世後於1878年成為貢榜王朝的最後一位國王。她最著名的事蹟是策劃了一場屠殺，殺害了80至100名皇室成員，以防止潛在的競爭對手篡奪錫袍的權力 ，儘管她一直否認對陰謀有任何了解，這可能是由她的母親與部分大臣（包括總理Kinwon Min Gyi U Kaun）策劃的。
錫袍王以依賴蘇帕雅萊聞名。儘管錫袍是國王，許多歷史學家認為實際上是蘇帕雅萊統治了這個國家。她和錫袍王掌權的血腥政變將她的名字與殘酷、暴行和野蠻相關聯。作為蘇帕雅萊最大的成就，她在緬甸國王中首次並最後一次改變了多妻制度，實行一夫一妻制，並且從未允許提阿瓦接納其他女性為妃子。蘇帕雅萊甚至處決了錫袍王的秘密妃子Daing Khin Khin，儘管她當時懷孕。

## 早年生活
蘇帕雅萊出生於1859年12月13日，出生地為曼德勒皇宮，原名Hteik Supayalat，是敏東王和馨布麻茵的三個女兒中的第二個女兒。她是Supayagyi和Supayalay的同父異母姐妹。她被賜予了塔巴因（Tabayin）、曼勒（Manle）和後來的米達昂（Myadaung），因此被稱為Myadaung的公主，並擁有Sīri Suriya Prabha Ratanā Devī（သီရိသူရိယပြဘရတနာဒေဝိ）的王室頭銜。在曼德勒皇宮建立後，她成為敏東王的女兒中最年長的一個，位居首位。
馨布麻茵原本計劃安排錫袍和她的長女Supayagyi結婚，而不是蘇帕雅萊，但錫袍卻宣布愛上了蘇帕雅萊。

## 自封王后

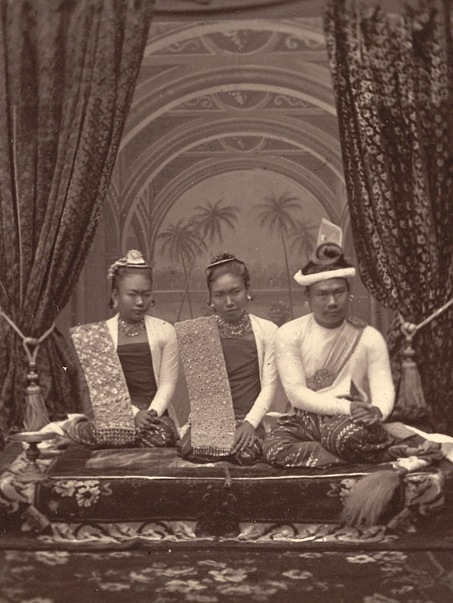
妹妹蘇帕雅拉（Supayalay）、蘇帕雅萊（中間）與國王錫袍坐在一起

敏東王的另外三位王后沒有孩子，而在首席王后Setkya Dewi去世後，馨布麻茵變得更加強大。另一方面，錫袍是一位中級王后Laungshe Mibaya的兒子，但他學習了佛教經典，並接受了傳教士馬克斯博士的教育，成為敏東王最受寵愛的兒子之一。
1878年，錫袍在一次繼位屠殺中繼承了他的父親。在敏東王生命的最後時刻，馨布麻茵在曼德勒宮廷變得更加優勢。在假裝敏東王想要與他的子女（其他王子和公主）告別的幌子下，馨布麻茵通過法令將所有年齡相仿的皇室成員（可能成為王位繼承人）殺害，以確保錫袍和她最年長的女兒Hteik Supayagyi能夠繼承王位。

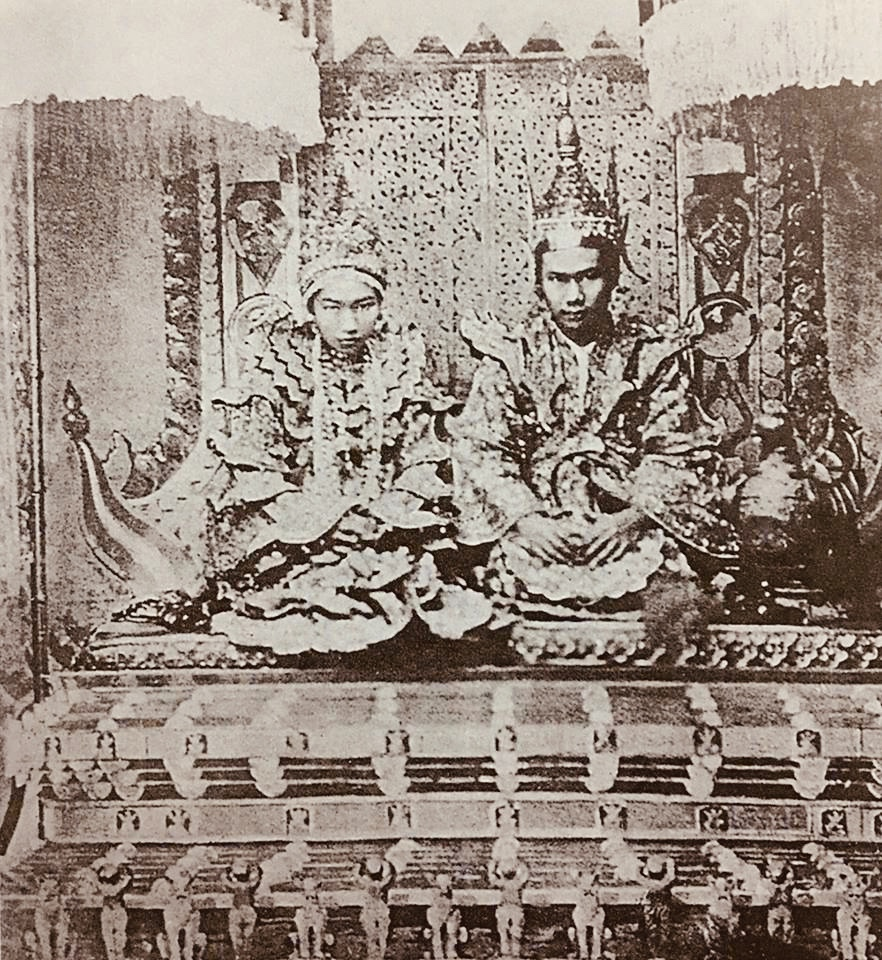
國王錫袍和王后蘇帕雅萊坐在曼德勒皇宮的獅子寶座上（Palin）

野心勃勃的馨布麻茵在讓錫袍登基後，提議讓Supayagyi成為他的王后，但在皇家婚禮儀式上，蘇帕雅萊擠進去與姐姐一起受封為王后，打破了古老的習俗。她姐姐的婚姻從未被完全履行，據說蘇帕雅萊是歷史上首次迫使緬甸國王接受一夫一妻制的人，儘管錫袍後來也娶了她最小的妹妹Hteik Supayalay，也就是Yamethin公主。蘇帕雅萊19歲，錫袍20歲時登上了獅子寶座（Thihathana palin）。許多歷史學家和媒體指責蘇帕雅萊也策劃了屠殺，但她否認這一點： 
「當時我還是一個十幾歲的少女，年紀太小，無法進行如此不人道的行為。屠殺一定是由大臣和官員組織的。」——蘇帕雅萊

她主張與英國開戰，並一貫拒絕與他們進行任何和平進程。當U Kaung在穿越全球時時，他親眼目睹了英軍的強大。當他在皇家法庭上懇求錫袍避免與英國人發生衝突時，蘇帕雅萊回答道：
「這個老頭子總是膽小。他應該穿上女人的htamein（長裙）。今晚送一條長裙和一塊檀娜卡研磨石到U Kaung家。」——蘇帕雅萊
她抵制改革派大臣限制皇室權力的努力，特別是在與皇室開支有關的事項上。西方歷史學家記錄下，蘇帕雅萊王后經常用大量的金子和珠寶慷慨獎賞她最喜歡的僕人、宮廷音樂家、舞者和表演者。
「她經常慷慨地獎賞她喜歡的人，而且在這樣做時，她會命令受到賞賜的人每隻手都拿著一把珠寶。」——《塔伽達戰爭》（第65頁），蘇帕雅萊

## 流亡

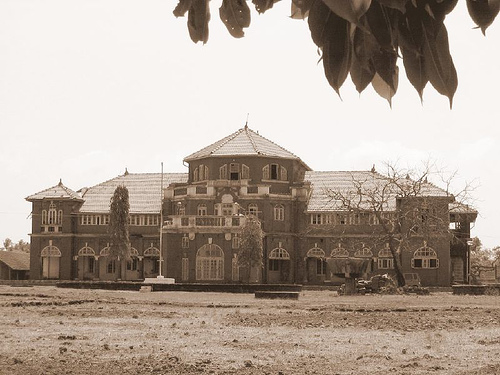
被流亡的蘇帕雅萊王后和皇室一家所流亡的勒德纳吉里磚宮

在第三次英緬戰爭中，錫袍被英國擊敗並迫使退位，他們的統治持續了七年。1885年11月25日，他們被車蓋著帶走，離開曼德勒皇宮，經過英國士兵和哀號的臣民所排列的街道，走到伊洛瓦底江邊，一艘名為Thuriya（太陽）的蒸汽船在那裡等候。錫袍當時27歲，而蘇帕雅萊為26歲。
蘇帕雅萊從未失去鎮定，據說她曾向路邊的英國士兵要火光來點一支緬甸雪茄抽。 她當時懷孕，與丈夫、兩個女兒、兩個姐妹和母親一起，其餘的隨行人員都步行跟隨。士兵們將她暱稱為「湯盤（Soup Plate）」，在綁架行動中的混亂和匆忙中，一些皇冠上的寶石消失了，其中包括一顆叫做Nga Mauk的大型紅寶石，斯萊登上校堅持將其交出作為保管。 錫袍於1911年看到了一個機會，當時喬治五世國王訪問印度，他寫信要求歸還緬甸皇冠上的寶石，但只收到一封回信，表示斯萊登上校已於1890年去世。據信Nga Mauk後來出現在英國皇冠上最大的紅寶石，被負責看管該紅寶石的Kyundaung公主認出。
1885年12月10日，皇室家族（不包括母親馨布麻茵和姐姐Supayagyi，他們被送到土瓦）被帶到馬德拉斯，他們的第三個女兒在那裡出生。隔年四月，他們被轉移到西海岸的勒德纳吉里，無法再俯瞰孟加拉灣對著他們被迫離開的土地。蘇帕雅萊在1887年生下她的第四個和最小的女兒；直到1911年，當政府建造了錫袍宮，他們才得到與他們的地位相稱的適當住所。1914年，根據緬甸的習俗，皇室公主進行了耳環穿孔儀式（နားသွင်းမင်္ဂလာ nahtwin mingala）。一些家庭成員、宮廷官員和表演者，包括著名的Sein Beida樂團和來自緬甸的豎琴手Deiwa Einda Maung Maung Gyi，獲准參加了這個儀式。儘管蘇帕雅萊的第一個孩子是男孩，但他未能在嬰兒期幸存，她還喪失了另一個女兒。
國王錫袍和蘇帕雅萊的四個女兒分別為：

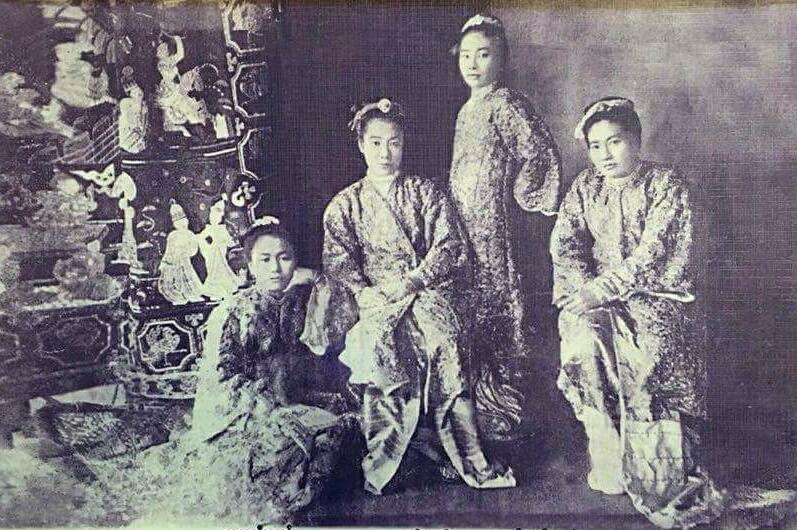
蘇帕雅萊與國王錫袍的四個女兒Myat Phaya Galay、Myat Phaya Gyi、Myat Phaya Lat、Myat Phaya

1. Hteiksu Myat Phaya Gyi（1880-1947）與宮殿的一名印度門衛結婚。她有一個女兒叫Tu Tu。
2. Hteiksu Myat Phaya Lat（1882-1956）與緬甸朝臣Khin Maung Lat結婚；這兩個婚姻都未得到皇室父母的批准。
3. Hteiksu Myat Phaya aka Madras Supaya（1886-1962）與她的母親一起返回緬甸，並與Kanaung Mintha的孫子結婚，他是她的曾伯祖父，也是敏東王的兄弟。
4. Hteiksu Myat Phaya Galay（1887-1935）是最年輕和最聰明的，精通英語，擔任皇室家族的發言人，以一份名為Sadutta thamidaw ayeidawbon sadan（第四個皇室女兒危機文件）的文件表達他們的不滿；她被殖民政府送到毛淡棉居住，並在那裡度過餘生。

## 重回緬甸
她的姐姐Supayagyi在過去沒有生育子女的情況下，照顧她的四個皇家侄女，並於1912年去世。錫袍王於1916年在流亡30年後去世，享年58歲。蘇帕雅萊無論如何都為將丈夫的遺體帶回緬甸進行適當的葬禮儀式而奮鬥，但徒勞無功。她拒絕將姐姐和丈夫的遺體交給當局，他們最終以武力將遺體帶到勒德纳吉里於1919年進行葬禮。王后雖然沒有參加葬禮，但她派遣了兩位皇室公主參加了葬禮儀式。錫袍王和蘇帕亞萊的墳墓後來與1947年去世的帕Pahtama thamidaw（第一皇媳）的墳墓一起。 

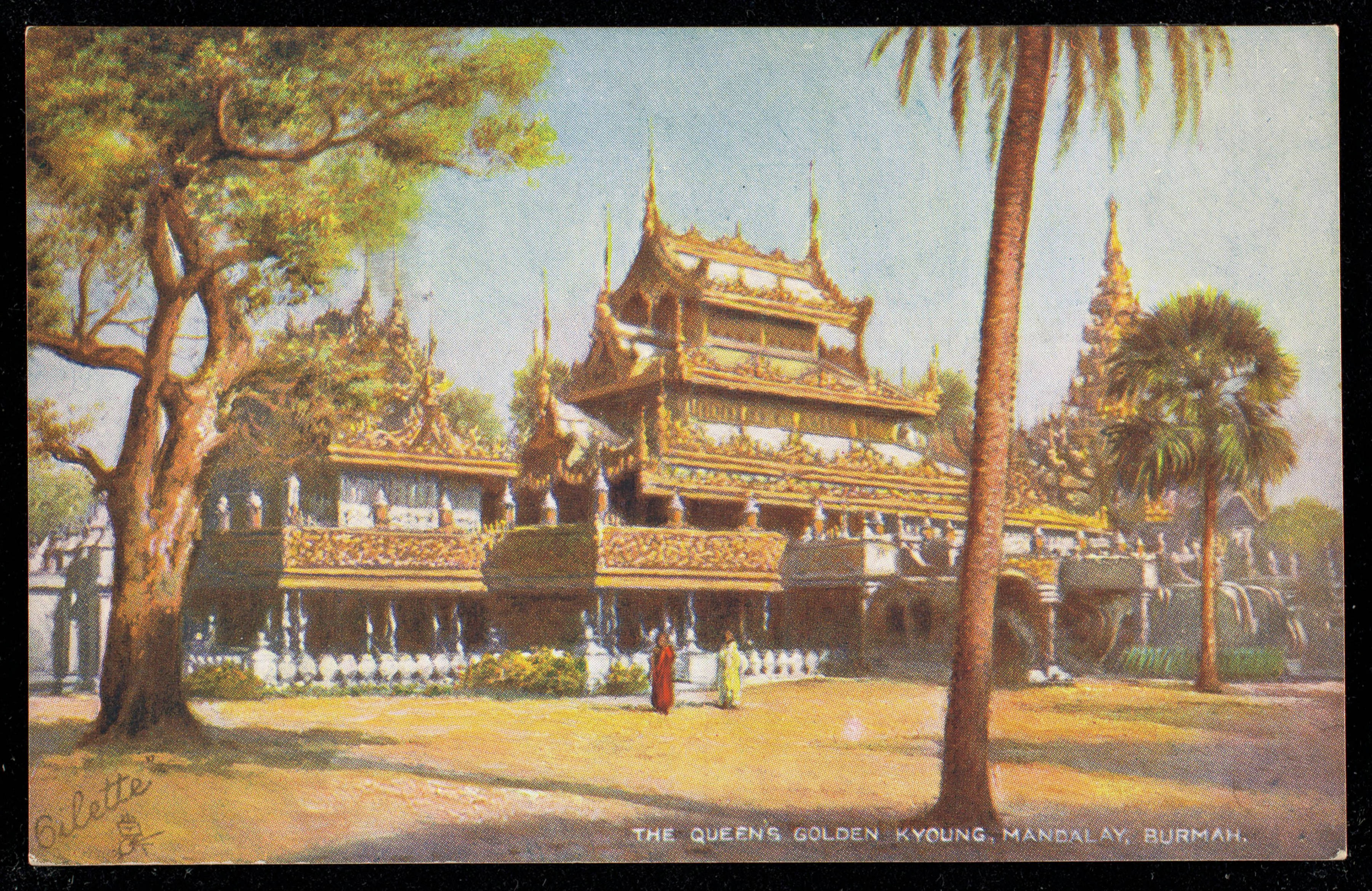
Myadaung修道院

蘇帕雅萊於1919年返回仰光，被限制在家中軟禁。她從未被允許離開家，警察始終對她的住所進行監視。在受限於住所的期間，蘇帕雅萊維護了緬甸宮廷的悠久傳統，王后身處在客人之上，侍從們趴在房間地上用肚子滑動。她以養老金生活，她最親密的顧問是偉大的作家和民族主義領袖Thakin Kodaw Hmaing，他因她對抗殖民主義的堅定立場而敬重她，在九歲時目睹了皇室的覆亡和在曼德勒被綁架的情景。
在蘇帕雅萊返回緬甸時，該國正處於民族主義熱潮之中。她成為反殖民和民族主義情緒的焦點。Hmaing與其他民族主義者共同創立了保護王后委員會。該委員會向英國政府施壓，改善蘇帕雅萊的生活條件並提供她一小筆津貼。Hmaing是Myadaung修道院的寄宿生，該修道院是王后建造的，但她從未有機會進行開幕儀式（yeizetcha，字面意思是「倒水點滴」，為了請求土地女神帕媚托拉尼見證這個善行），因為修道院剛剛完工。 
蘇帕雅萊一直蔑視英國的統治，從未認為自己受制於英國人，她認為英國人奪走了她的王國的所有財富和財富。她拒絕使用英國產品，也不與她國家的殖民統治者有任何聯繫。只有少數英國遊客受到她歡迎，其中包括英國作家Noel Whiting，他對緬甸民族主義事業表示同情。

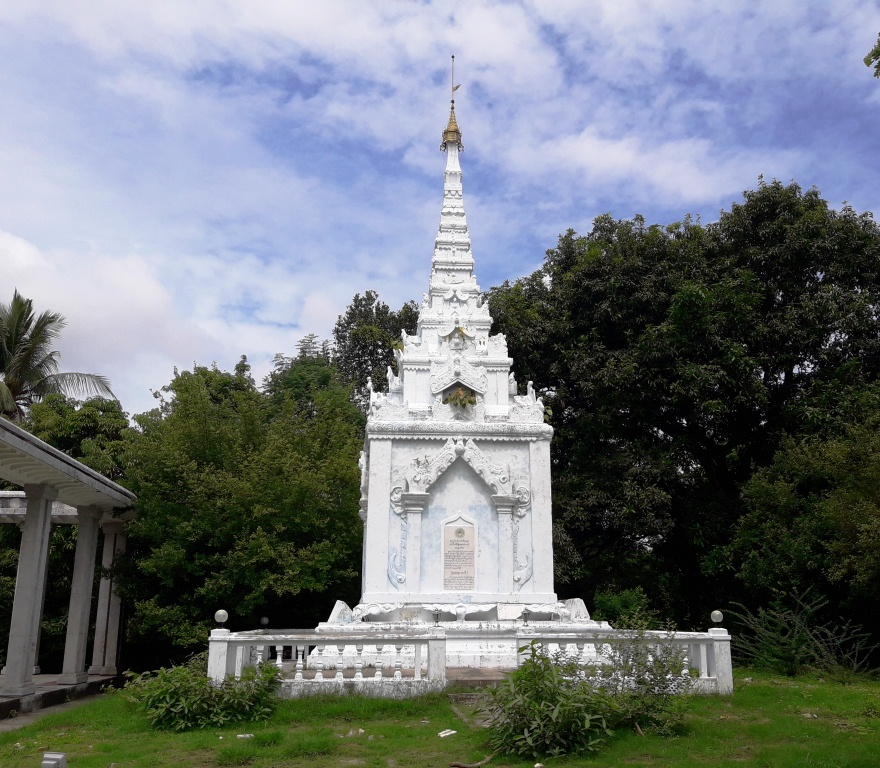
仰光Shwedagon Pagoda路的蘇帕雅萊陵墓

她在1925年去世，就在她66歲生日前夕，死於心臟病發作。儘管殖民政府宣布她的葬禮當天為國定假日，但皇室家族要求將她埋葬在曼德勒的請求也被拒絕。然而，她的葬禮仍然按照緬甸王后的身份舉行，由Yaunghwe和Thibaw的Saophas組織，舉行了隆重的儀式。她的遺體被放置在八把白色皇家雨傘下保護著，有90位佛教僧侶和英國總督Harcourt Butler爵士在場，以及一支騎警的儀仗隊護送，並進行了30次禮炮敬禮。
蘇帕雅萊被埋葬在仰光Shwedagon Pagoda路附近的Kandawmin花園陵墓中，位於國務資政翁山蘇姬的母親Khin Kyi和前聯合國秘書長吳丹的墓地之間。 

## 人物評價
對於蘇帕雅萊的形象，有不同的詮釋和觀點存在。在緬甸的歷史和文化中，對蘇帕雅萊的評價存在著分歧。
一些觀點將蘇帕雅萊描繪成一位具有強烈意志和領導能力的女性，她在面對英國殖民統治時展現了抵抗和反抗的精神。這些詮釋強調她作為緬甸民族主義運動的象徵，對緬甸獨立和民族自豪感的象徵。
然而，也有觀點將蘇帕雅萊描繪成一位權力慾望強烈、毒辣和殘酷的女性。這些詮釋強調她在貢榜王朝統治期間對政敵和反對勢力的鎮壓。

## 影视形象
- 1996年缅甸电影《永不为奴（英语：Never Shall We Be Enslaved）》- Cho Thin 饰

- 1996年泰国电视剧《爱之火》- 瓦萨娜·蓬 饰

- 2017年泰国电视剧《爱之火》- 塔薩尼婭·甘宋曼盧 饰

## 外部連結
- Thibaw's Queen by H Fielding-Hall (1899) Internet Archive, Canadian Libraries
- Mandalay  in 1878-1879 - the letters of James Alfred Colbeck （页面存档备份，存于） SOAS
- Mandalay in 1885-1888 - the letters of James Alfred Colbeck （页面存档备份，存于） SOAS
- Colonel Sladen's Account of Myatheindan Pagoda at Mingun 1868，存档于（存檔日期 June 14, 2007） SOAS

| 蘇帕雅萊 貢榜王朝出生于：1859年12月13日逝世於：1925年11月24日 | 蘇帕雅萊 貢榜王朝出生于：1859年12月13日逝世於：1925年11月24日 | 蘇帕雅萊 貢榜王朝出生于：1859年12月13日逝世於：1925年11月24日 |
| 王室頭銜                                                      | 王室頭銜                                                      | 王室頭銜                                                      |
| ------------------------------------------------------------- | ------------------------------------------------------------- | ------------------------------------------------------------- |
| 前任者： Supayagyi                                            | 緬甸首席王后 1879年4月12日 – 1885年11月29日                   | 貢榜王朝被廢                                                  |
| 前任者： Thiri Maha Yadana Mingala Dewi                       | 北宮王后 1878年11月18日 – 1879年4月12日                       | 無                                                            |